# Characidiinae
A Characidiinae a sugarasúszójú halak (Actinopterygii) osztályába, a pontylazacalakúak (Characiformes) rendjébe a pontylazacfélék (Characidae) családjába tartozó alcsalád.

## Rendszerezés
Az alcsaládba az alábbi 10 nem tartozik:
- Ammocryptocharax (Weitzman & Kanazawa, 1976) – 4 faj
- Characidium (Reinhardt, 1867) – 48 faj
- Elachocharax (Myers, 1927) – 4 faj
- Geryichthys (Zarske, 1997) – 1 faj
- Klausewitzia (Géry, 1965) – 1 faj
- Leptocharacidium (Buckup, 1993) – 1 faj
- Melanocharacidium (Buckup, 1993) – 9 faj
- Microcharacidium (Buckup, 1993) – 4 faj
- Odontocharacidium (Buckup, 1993) – 1 faj
- Skiotocharax (Presswell, Weitzman & Bergquist, 2000) – 1 faj